# Proteína motora

Cinesina andando em um microtúbulo utilizando dinâmica proteica em nanoescala

Proteínas motoras são uma classe de motores moleculares que têm a capacidade de se mover ao longo da superfície de um substrato. São alimentadas pela hidrólise do ATP e convertem energia química em trabalho mecânico. Atualmente estão identificados três tipos de proteínas motoras: miosinas, cinesinas e dineínas.

## Doenças associadas a defeitos de proteínas motoras
A importância das proteínas motoras nas células se torna evidente quando elas não cumprem sua função. Por exemplo, deficiências de cinesina foram identificadas como a causa da doença de Charcot-Marie-Tooth do tipo 2A e de algumas doenças renais. As deficiências de dineína podem levar a infecções crônicas do trato respiratório, pois os cílios não funcionam sem dineína. Inúmeras deficiências de miosina estão relacionadas a estados de doença e síndromes genéticas. Como a miosina II é essencial para a contração muscular, os defeitos na miosina muscular causam previsivelmente miopatias. A miosina é necessária no processo auditivo devido ao seu papel no crescimento dos estereocílios, de modo que os defeitos na estrutura da proteína da miosina podem levar à síndrome de Usher e à surdez não sindrômica.